# Феликс Родригес
Феликс Родригес (на испански: Félix Ismael Rodríguez Mendigutia, кодово име Lázaro) е кубино-американски антикомунист, оперативен сътрудник (агент) на ЦРУ, полковник от въоръжените сили на САЩ. Известен с участието си в операцията в Плая Хирон, в ареста, разпита и екзекуцията на аржентинския революционер Ернесто Че Гевара, както и връзките си с Джордж Хърбърт Уокър Буш.
Неговият чичо е министър в правителството на Фулхенсио Батиста и след победата на кубинската революция цялото семейство имигрира в Съединените американски щати. Родригес преминава специална военна подготовка в ЦРУ. Става американски гражданин през 1969 година.
През 1967 година оглавява група, изпратена от ЦРУ да ликвидира партизанския отряд на Че Гевара в Боливия. След ареста на Че Родригес го разпитва, даже се снима с него. По разпореждане на президента на Боливия Рене Бариентос Ортуньо Родригес издава заповед Гевара да бъде разстрелян. След смъртта на Че Феликс Родригес си запазва часовника Rolex на Че като трофей. Впоследствие Родригес неведнъж отдава дължимото на мъжеството на Гевара и твърдостта на убежденията му.
Участва във войната във Виетнам и лети на 300 мисии с хеликоптер.